# Fardau Wagenaar
Fardau Wagenaar (1975) is een Nederlandse journalist, schrijfster en eigenaresse van een kledingzaak. In 2022 werd zij nieuwschef bij De Twentsche Courant Tubantia. 
Na scholengemeenschap Marianum studeerde Wagenaar Journalistiek aan de christelijke hogeschool Windesheim. Al op jonge leeftijd hield ze interviews voor het clubblad van voetbalclub Grol uit Groenlo. In 1998 werd zij sportverslaggever voor Tubantia en de GPD. Ze schreef over nationaal en internationaal voetbal, tennis, paardensport en atletiek. Andere sportonderwerpen waren de Olympische Spelen in Athene en Peking, ook deed zij verslag van wereldkampioenschappen atletiek, grandslams tennis en Europees voetbal. 
Vanaf 2015 werd Fardau Wagenaar voetbalverslaggever voor Tubantia AD en tennisverslaggever AD. Op de website van Tubantia had zij de podcast 'De Ballen Verstand'. 

## Twente en Heracles
Voor Tubantia volgde zij de voetbalclubs Heracles en FC Twente. In 2014 was zij als clubwatcher van FC Twente een tijdlang niet langer welkom bij de club nadat enkele spelers hadden geklaagd over haar werkwijze. 
Samen met haar collega’s sportverslaggever Leon ten Voorde en economisch verslaggever Gerben Kuitert legde ze de financiële problemen bloot bij voetbalclub FC Twente. Voorzitter Joop Munsterman van FC Twente was echter tegelijkertijd ook de baas van mediabedrijf Wegener en daarmee van hun eigen krant Tubantia. Door de hierdoor ontstane hectiek werd Wagenaar uiteindelijk Heracleswatcher voor Tubantia. 

## Erkenning
In 2015 won Wagenaar met Gerben Kuitert en Leon ten Voorde de journalistieke prijs De Tegel. Zij kregen de prijs voor FC Twente, de teloorgang van een topclub. Het in De Twentsche Courant Tubantia verschenen artikel werd bekroond in de categorie Nieuws.